# Voyance
« Bonne aventure » redirige ici. Pour l’article homophone, voir Bonaventure.

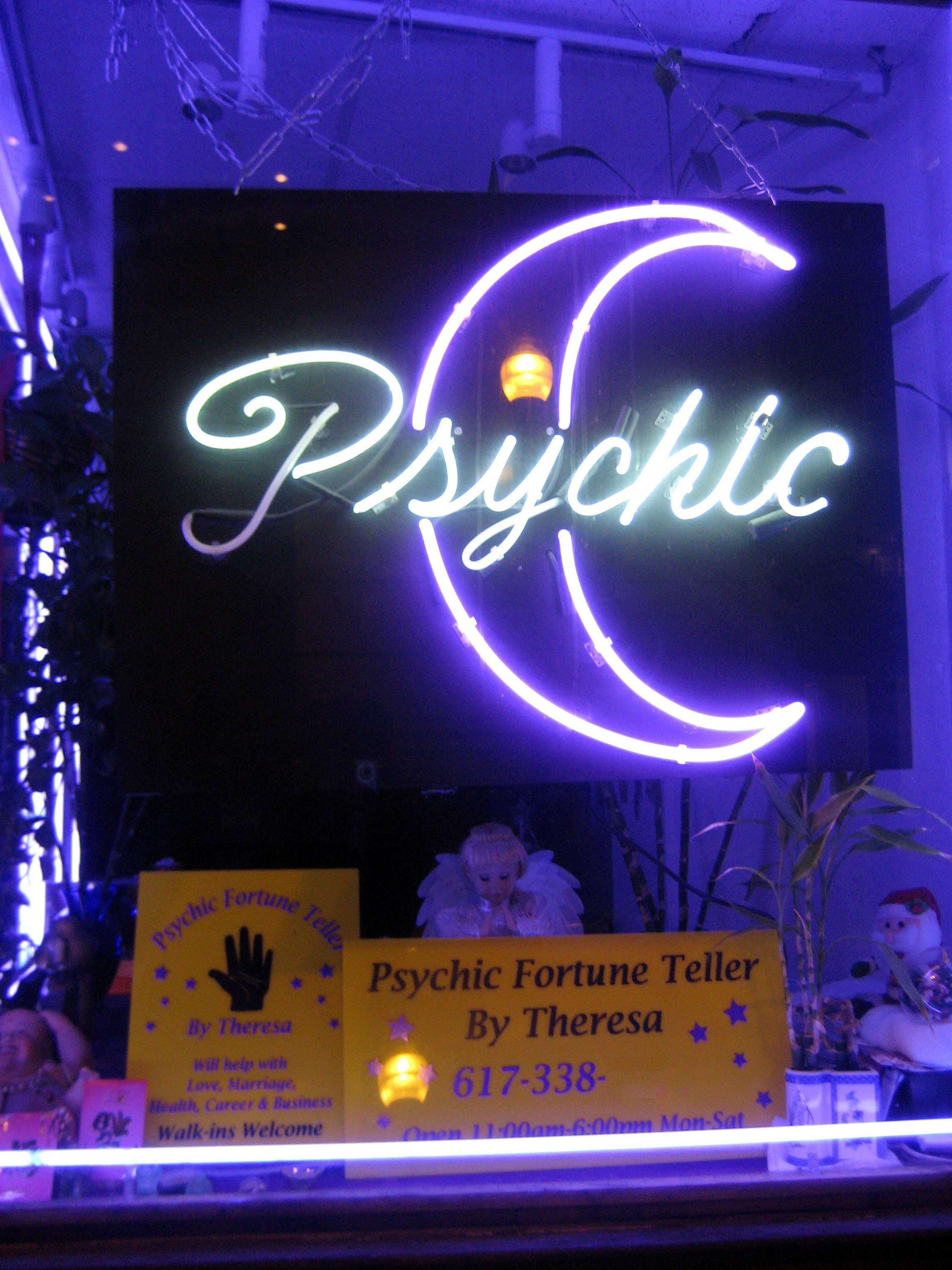
La boutique d'une voyante à Boston.

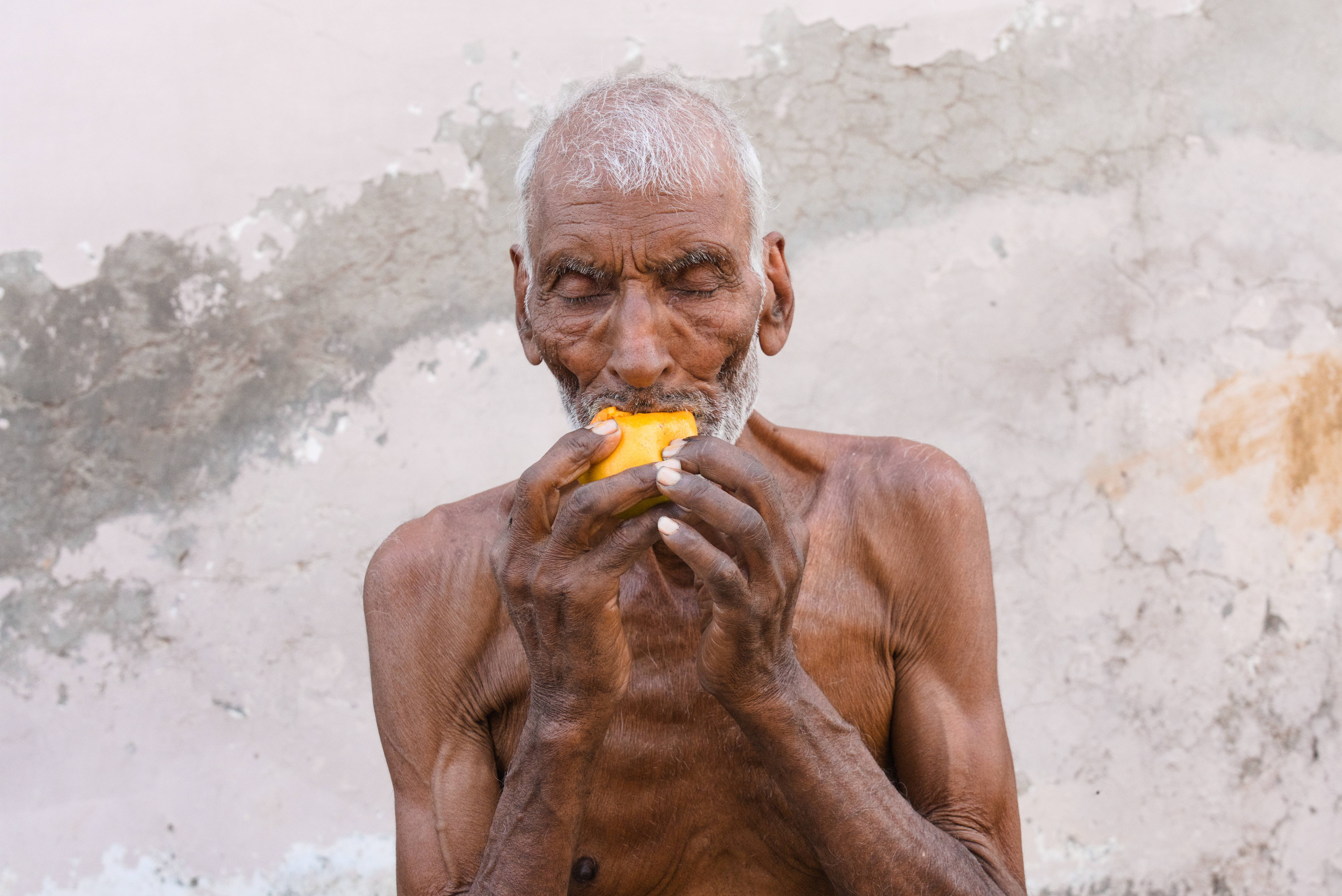
Khairdeen, aussi connu sous le nom de Pritam, un voyant du village de Jandali, dans le district de Ludhiana, en train de manger une mangue, dans le district de Ludhiana, Inde. Mai 2019.

La voyance est une prétendue capacité divinatoire à percevoir une information dans l'espace et dans le temps en dehors de l'usage des cinq sens, par perception extrasensorielle.
Les personnes présumées avoir cette capacité sont généralement appelées voyant ou voyante ; elles proposent des consultations payantes à des clients en attente de révélations afin de connaître ou de préparer leur avenir. La voyance est considérée comme une pseudoscience mais reste une activité populaire et lucrative.

## Historique
La voyance est une forme de divination dont on trouve l'existence dans les civilisations les plus anciennes. On trouve la mention de « voyants » (rishi) dans les textes védiques les plus anciens,.
Chez les Grecs, la possibilité de prédire l'avenir provient de l'idée que les dieux, de préférence quand on les priait, accordaient régulièrement des révélations par l'intermédiaire d'augures.
On distingue depuis Posidonios et Cicéron deux branches de divination : la voyance et la mantique (art de la divination), toutes deux étant des arts du pronostic, mais par des moyens différents. La voyance est dite naturelle, intuitive, la mantique est artificielle, inductive, technique.

Dès le début du judéo-christianisme une distinction a été faite entre divination et oracle, l'oracle étant la transmission par un prophète des pensées de Dieu pour une personne ou un peuple en particulier. L'Église catholique interdit toute forme de voyance à l'article 2116 du catéchisme, qui dispose que 

« Toutes les formes de divination sont à rejeter : recours à Satan ou aux démons, évocation des morts ou autres pratiques supposées à tort" dévoiler "l’avenir (cf. Dt 18, 10 ; Jr 29, 8). La consultation des horoscopes, l’astrologie, la chiromancie, l’interprétation des présages et des sorts, les phénomènes de voyance, le recours aux médiums recèlent une volonté de puissance sur le temps, sur l’histoire et finalement sur les hommes en même temps qu’un désir de se concilier les puissances cachées. Elles sont en contradiction avec l’honneur et le respect, mêlé de crainte aimante, que nous devons à Dieu seul. »

Toutefois, depuis le XXe siècle, notamment au sein des communautés chrétiennes charismatiques de catholiques ou de protestants, la distinction entre voyance et paroles de connaissance venant de Dieu a été explicitée en s'appuyant sur le premier Épître aux Corinthien § 12 versets 8 à 11 « L'Esprit donne à l'un de parler selon la sagesse, et à un autre le même Esprit donne de parler selon la connaissance ». Ce seul et même Esprit donne à l'un la foi et à un autre le pouvoir de guérir les malades. L'Esprit accorde à l'un d'accomplir des miracles, à un autre « le don de transmettre des messages reçus de la part de Dieu, à un autre encore la capacité de distinguer les faux esprits du véritable Esprit. À l'un il donne la possibilité de parler en des langues inconnues et à un autre la capacité d'interpréter ces langues. C'est le seul et même Esprit qui produit tout cela ; il accorde à chaque personne un don différent, comme il le veut ». Le mécanisme de ces révélations ne relève donc pas de communication spirite ou de révélation médiumnique, captées auprès d'esprits de défunts ou d'entités diverses, mais d'une réception de paroles du Saint-Esprit, autrement dit de la personne de Dieu accessible à l'humanité, d'où leur dénomination dite de "Paroles de connaissance",.
Cette distinction entre la voyance médiumnique et les motions intérieures provenant de Dieu est également reconnue dans l'Église en considération de l'Épître aux Éphésiens en son chapitre 1 verset 17 « (…) afin que le Dieu de notre Seigneur Jésus-Christ, le Père de gloire, vous donne un esprit de sagesse et de révélation, dans sa connaissance (…) ». Les paroles de connaissance sont toutefois révélées par les Croyants investis du don de prophétie, la plupart du temps dans un lieu consacrés (chapelle, temple, église, etc.) à l'occasion d'assemblées de prières d'adoration du Christ ou de méditation de la vie du Christ. De telle paroles de prophétie moderne ne sont pas demandées mais surviennent par hasard et sont souvent encourageantes (plus rarement un avertissement spirituel) et enjoignent toujours la personne visée à grandir en grâces et en sanctification. En cas de révélation privée, en dehors d'une assemblée de prières anonyme, la parole de connaissance comporte un élément secret connu de la seule personne destinataire. Un tel don provenant de l'Esprit-Saint, la parole de connaissance est toujours entièrement gratuite, sans attente de retour, et n'intervient qu'à travers les Catholiques et Orthodoxes ayant reçu le sacrement du baptême puis le sacrement de confirmation et à travers les pratiquants des autres confessions chrétiennes qui ont reçu le baptême de l'eau puis celui du feu de l'Esprit,.
En l'époque moderne les quelques personnalités catholiques les plus reconnues pour la puissance de leur paroles de connaissance privées sont le Père Émilien Tardif, Marthe Robin ainsi que Saint Pio de Pietrelcina et Sœur Yvonne Aimée de Malestroit, ces deux dernières personnalités religieuses ayant également bénéficié des dons surnaturels de bilocation et de prophétie pour l'humanité en général[pertinence contestée]. En cas de grande nécessité spirituelle, une parole de connaissance était obtenue sur demande auprès de ces grands mystiques dans le cadre de conseils ou de choix à effectuer afin résoudre une situation qui ne trouvait pas de réponse dans l'ancien ou le nouveau testament.

### Mantique
Dans l'Ancien Testament de la Bible, une loi hébraïque interdit aux tribus d'Israël de faire usage de la divination (Deutéronome 18.10-12) « Qu'on ne trouve chez toi personne qui fasse passer par le feu son fils ou sa fille, qui s'adonne à la divination, aux augures, aux superstitions et aux enchantements, qui ait recours aux charmes, qui consulte les évocateurs et les sorciers, et qui interroge les morts. » L'évocation détaillée de ces pratiques mantiques laisse à penser qu'elles étaient alors répandues parmi les populations contemporaines des Hébreux, dans cette région du monde.

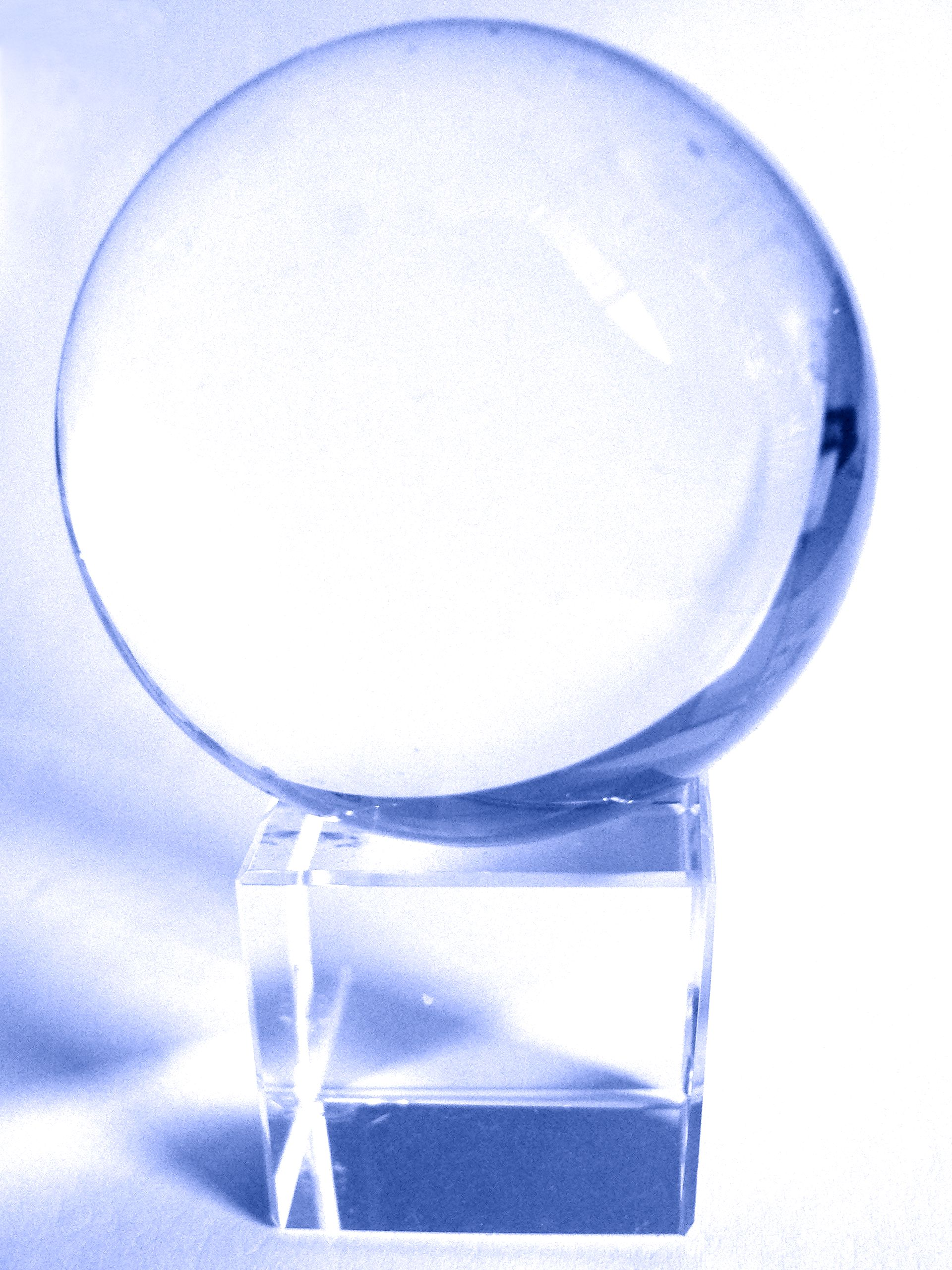
Une boule de cristal, instrument généralement associé à la voyance.

Autour du Ier au IVe siècle[réf. nécessaire], en Grèce et à Rome, ce fut l'apogée des haruspices, prétendant lire l'avenir dans le comportement ou les entrailles des animaux (principalement le foie, voir hépatoscopie). Cette méthode de « prédiction » était d'un usage courant pour juger les crimes dans la Rome antique. L'auteur latin Cicéron, dans de divinatione, brosse autour de 44 av. J.-C. un tableau très complet des pratiques de son époque (augures, aruspices, astrologie prophétie, oniromancie…) et se livre à une critique méthodique des arguments en faveur de la divination, sous forme d'un dialogue entre son frère Quintus et lui.
À la même époque se développe en Asie le Yi King (ou Yi Jing) : basé sur la symbolique taoïste du Yin-Yang, il s'appuya d'abord sur l'interprétation des fendillements des carapaces de tortues exposées à la chaleur, puis sur le lancer de 50 tiges d'achillée sèches. De nos jours, le jet de pièces de monnaie est fréquemment utilisé. Cet oracle repose sur 64 figures (ou hexagrammes) constituées par l'empilement de six traits, qui peuvent être pleins ou brisés, mutables ou non. Par le jeu des mutations, on arrive donc à 4 096 combinaisons possibles. L'interprétation des hexagrammes est écrite dans le Livre des mutations (Yi-King), ouvrage métaphysique taoïste de la Chine antique, attribué au souverain Fo Hi, qui l'aurait rédigé pendant une période d'emprisonnement. Cet antique outil d'aide à la décision connut un regain de popularité dans la contreculture des années 1960, notamment aux États-Unis.
Durant le Moyen Âge, en Europe surtout et un peu moins en Afrique du Nord, les astres vont redevenir le support préféré des voyants : l'astrologie, ancienne mais encore marginale, prend son essor. D'après la théorie chrétienne d'alors, les étoiles sont en effet des disques derrière lesquels se cachent des anges ou des chérubins, et leur mouvement est en fait un signe. Le ciel s'organise donc en constellations, les années en périodes zodiacales, permettant par de savants calculs de déterminer l'horoscope. Nostradamus fut un astrologue reconnu de son vivant (qui rencontrait et conseillait nombre de personnalités) ; il a écrit un ouvrage dans lequel il dévoile, selon lui, tous les événements qui devraient se dérouler jusqu'en 2060 environ, date selon lui de la fin du monde.

### Voyance intuitive
La voyance utilise fréquemment des supports comme la boule de cristal ou les cartes.
Mais on prête traditionnellement au voyant des capacités surnaturelles, le don de visions intuitives qui permettraient de voir le passé et l'avenir, dans ce cas on parlera de médium. Des plantes psychotropes sont parfois utilisées pour accéder aux visions prophétiques : le soma, une boisson utilisée en Inde antique par les prêtres, était réputée leur permettre de « voir les dieux ».

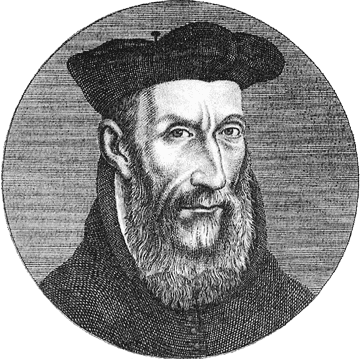
Un portrait de Nostradamus.

Nostradamus, né Michel de Nostredame, a fait des prévisions célèbres, souvent appelées « prophéties », qui, de par la langue et le style employés, sont proprement indéchiffrables ou permettent une multitude d'interprétations possibles, parfois rétrospectivement.
La voyante Henriette Couëdon (1867-1941), qui eut sa période de célébrité à Paris à la fin du XIXe siècle (elle aurait entre autres prédit l'incendie du Bazar de la Charité en 1897, mais se fourvoya ensuite dans des prédications politiques liées à l'extrême-droite), après avoir été internée pour hallucinations à Maison Blanche en 1921, fut transférée à l'hôpital psychiatrique de Plouguernével.
Les personnes prétendant voir ou entendre la Vierge Marie, ou d'autres êtres spirituels, sont aujourd'hui fréquemment appelés « voyants » (voir le cas de Međugorje).
Avec l’essor des technologies numériques, la voyance a connu une évolution majeure. La voyance à distance, qui inclut des consultations via Internet, le téléphone, les applications mobiles et les chatbots, est devenue une alternative populaire aux pratiques traditionnelles. Les plateformes numériques proposent une grande variété de services : tirages de tarot, consultations astrologiques, ou encore médiumnité.

## Points de vue contemporains
Du point de vue de ceux qui la pratiquent, les visions ne sont pas remises en question même si l'interprétation des visions ou des « lectures » est faite par le voyant lui-même et dépend donc en partie de son univers psychique et culturel. Il est parfois admis par les intéressés que celle-ci subit en effet les interférences de la subjectivité du voyant mais aussi de celui qui l'a consulté.
Du point de vue des sceptiques, il s'agit soit de charlatanisme soit d'auto-illusion.

### Recherche scientifique
La voyance fait l'objet d'études scientifiques à la fin du XIXe siècle avec la Society for Psychical Research fondée à Londres en 1882.
En France, c'est en 1919 qu'est fondé l'Institut Métapsychique International (IMI). Il se définit comme « une alternative officielle entre les dérives de la crédulité et l'excès de scepticisme ».
Dans les années 1930 aux États-Unis, Joseph Banks Rhine développe des méthodes d'analyse statistique pour tenter de définir le phénomène.
En 1974 et pendant 20 ans, la CIA a coordonné et dépensé plusieurs millions de dollars dans un programme de recherche sur la clairvoyance, intitulé Stargate Project, destiné à trouver et tester des médiums. L'armée américaine fera ainsi appel à des « espions psy » tels que Joseph McMoneagle.
Différents tests impliquant des nombres (de cartes à jouer, de mains dans le dos, etc.) démontrent que le taux de chance pour un « voyant » de trouver la bonne réponse est le même que pour un individu quelconque qui les devinerait,,.

### Point de vue spiritualiste
Alexis Didier, medium français du milieu du XIXe siècle, aurait été capable de lire en présence de témoins des morceaux de livres qu'il ne connaissait pas,,.
Dans son article The Alleged Posthumous Writings of Great Authors publié en 1927, l’écrivain anglais Arthur Conan Doyle rapporte le cas d'un certain James qui, en novembre 1872, serait entré en contact avec l’esprit de Charles Dickens. Il lui aurait dicté la fin de son dernier livre, resté inachevé, Le Mystère d'Edwin Drood, pendant plusieurs séances de transe. Certains spécialistes ont reconnu des similitudes avec le style de l’écrivain défunt. Doyle rappelle que James avait quitté l’école à treize ans.
En France, quelques voyantes ont eu une certaine renommée, depuis Madame Soleil dans les années 1960 jusqu'à Maud Kristen au XXIe siècle, évoquée par Marie Monique Robin dans son film intitulé : 6e sens, la Science face au Paranormal.

### Critique
La voyance est considérée comme une duperie par la majorité des rationalistes et des opposants aux pseudo-sciences. Les voyants utilisent en effet des techniques de manipulation proches du mentalisme telles que le lecture froide, la lecture chaude, un biais cognitif connu sous le nom d'effet Barnum, ou des techniques de langage telles que les phrase interro-négative, les paraphrases, la validation a posteriori,.
L'activité de voyance ne faisant l'objet d'aucun enseignement organisé, ni d'un contrôle réglementaire, elle est souvent considérée comme donnant lieu à des escroqueries. L'arnaque Maria Duval est un exemple à grande échelle de ce type de pratiques.

## Littérature
L'écrivain Jacques Aeschlimann a mis en scène en 1945 une voyante dans la pièce L'assassinat de la voyante Faustina.
Dans l'album des aventures de Tintin Les Sept Boules de cristal, Hergé met en scène une  voyante, Madame Yamilah, qui annonce la malédiction dont sont frappés les membres  d'une expédition scientifique consacrée à la civilisation inca.

### Voyants contemporains notoires
- Rosemary Altea
- Georges de Bellerive
- Sylvia Browne
- Edgar Cayce
- Didier Derlich
- Alexis Didier
- Yaguel Didier
- Allison DuBois
- Maria Duval
- Madame Fraya
- Lois Gibson
- Maud Kristen
- Marie-Anne Lenormand
- Joseph McMoneagle
- Bertrand Méheust
- Marie Mesmin
- Hélène Smith
- Madame Soleil